# Shrek Extra Large
Shrek Extra Large è un videogioco d'azione pubblicato nel 2002 dalla Digital Illusions CE. Il gioco è ispirato alla serie di film Shrek, ed è stato reso disponibile esclusivamente per Nintendo GameCube.
Il giocatore controlla Shrek nella sua missione per salvare la principessa Fiona. Shrek viaggia per un totale di dieci ambienti diversi.